# Inopacan
Inopacan è una municipalità di quinta classe delle Filippine, situata nella Provincia di Leyte, nella Regione di Visayas Orientale.
Inopacan è formata da 20 baranggay:
- Apid
- Cabulisan
- Caminto
- Can-angay
- Caulisihan
- Conalum
- De los Santos (Mahilum)
- Esperanza
- Guadalupe
- Guinsanga-an
- Hinabay
- Jubasan
- Linao
- Macagoco
- Maljo
- Marao
- Poblacion
- Tahud
- Taotaon
- Tinago